# Martinka
Martinka je žensko osebno ime.

## Izvor imena
Ime Martinka je različica ženskega osebnega imena Martina.

## Pogostost imena
Po podatkih Statističnega urada Republike Slovenije je bilo na dan 31. decembra 2007 v Sloveniji število ženskih oseb z imenom Martinka: 46.

## Osebni praznik
Osebe z imenom Martinka lahko godujejo takrat kot osebe z imenom Martina.